# ゆうゆうバス (熊谷市)
ゆうゆうバスは、埼玉県熊谷市が運行するコミュニティバスである。旧熊谷市のコミュニティバス「ゆうゆうバス」と、旧大里町の廃止代替バス「ひまわり号」が市町村合併により統合され、ルート変更・新設を経て現行路線となった。
熊谷市地域公共交通会議にて協議・企画された全10系統をプロポーザル方式で公募し選定されたバス事業者（2024年現在は協同バス、北斗交通、国際十王交通）に委託し、それぞれが乗合バス路線として運行、赤字額および車両購入費を市が補助する形で運営されている（一部系統は県や国の補助金も受けている、詳細は後述）。
熊谷駅南口・籠原駅南口・熊谷スポーツ文化公園（くまがやドーム方面）・熊谷市役所（市役所前）・妻沼行政センター・大里行政センター・江南行政センターなどを結ぶ路線を束ねたものである。

## 歴史

### 前身

#### 旧熊谷市「ゆうゆうバス」
旧熊谷市の「ゆうゆうバス」は、ブルーのバス「ムサシトミヨ号」（下奈良時花 - 上之荘 - 市役所前 - 熊谷駅南口 - 運動公園 - 籠原駅南口 - 別府荘間を往復）、ピンクのバス「さくら号」（上之荘 - 熊谷駅南口 - 市役所前 - 熊谷駅南口 - 運動公園 - 籠原駅南口を往復）の2系統が運行されていた。
1994年7月20日にオープンした屋内プール（現・アクアピア）のオープンを機に、翌7月21日に試験運行を開始した無料の熊谷運動公園送迎バスがルーツとなる。この送迎バスは熊谷駅方面を回る東コースと籠原駅方面を回る西コースが設定され、協同観光バス（現：協同バス）に運行委託されていた。
1997年7月、市内循環バスの試験運行（運賃無料）を開始、東側3コースと西側2コースが設定された。
1999年10月1日、100円均一運賃を設定して有料化し、ルート変更した上で、運行委託事業者を秩父鉄道観光バス（行田自動車営業所）へ変更し、正式運行を開始した。2000年4月、新車両に代替。愛称「ゆうゆうバス」はこの際に市民公募により選定された。この際に導入された車両は、2014年の市町村合併に伴い秩父鉄道観光バスが撤退するまで使用した。
2005年4月1日、さらに、旧熊谷市・旧妻沼町・旧大里町の合併決定に伴って改正を行い、ブルーのバス「ムサシトミヨ号」の起点と終点を結ぶ延伸ルートを、循環バスの運行がなかった旧妻沼町経由で設定して循環路線化し、ムサシトミヨ号を反時計回りに、新設の「グライダー号」を時計回りに設定し、現行ルートに変更した。

#### 旧大里町「ひまわり号」
旧大里町の「ひまわり号」は、熊谷駅南口 - 大里町役場（当時）- 長島記念館を結んでおり、旧大里町民の生活交通手段となっていた。
かつては東武鉄道直営時代の東武バスが一般路線バスを運行しており、熊谷駅北口と旧大里町域を結ぶ熊谷駅 - 大里吉見線があったが、利用者減により廃止された。一般路線バスの廃止に伴い、旧大里村が1994年4月より自主運行による村営バス「ひまわり号」として運行を開始したものであり、その後（時期不明）、大里村が運行主体のままで北斗交通へ実運行を委託。
ひまわり号は廃止代替バスとして、埼玉県から「市町村廃止代替貸切バス路線確保対策費補助金」の交付を受けており、熊谷市への合併後も補助は継続されている。
2005年4月1日、旧熊谷市・旧妻沼町・旧大里町の合併決定に伴い、既存のゆうゆうバスの委託形態と統一するため、北斗交通が乗合免許を取得し、同社が運行主体となった。

### 2005年10月 - 2018年9月
旧熊谷市・旧妻沼町・旧大里町の合併に伴い、2005年10月1日より、旧熊谷市「ゆうゆうバス」に、旧大里町「ひまわり号」が統合され、現行の体制としてスタートした。
合併後は、2009年度から2010年度にかけて開催された地域公共交通会議での協議と「熊谷市地域公共交通総合連携計画」のパブリックコメントの募集を経て、2011年10月1日より現行路線を一部変更。また新規に2路線を追加し、国際十王交通に運行委託した。
2014年4月1日、さくら号・グライダー号・ムサシトミヨ号の運行委託事業者が、秩父鉄道観光バスから協同観光バス（現・協同バス）に変更され、一部ルートが変更された。

### 2018年10月 - 2024年3月
2018年10月に、これまでのグライダー号・ムサシトミヨ号が同じ区間の時計回りと反時計回りの関係だったのをやめ、さくら号も含めて区間の分割や変更を行い、新車両も活用して路線を新しく作り直すレベルの大規模再編を実施。
- グライダーワゴン：ワゴン車両1台を新規導入、下記2系統を運行
  - 妻沼循環（5本）
妻沼地域東部を循環し、路線バスとの結節も図る。
  - 妻沼行政センター - 別府荘 - 籠原駅北口（5往復）
旧グライダー・ムサシトミヨ号の妻沼地域西部と籠原地区を結ぶ区間を継承するが、籠原駅では南口発着を止め、今後整備が完了する妻沼側に近い北口へ乗り入れる形に変更する。
- グライダー号：下記区間の運行に再編
  - 妻沼行政センター - スポーツ文化公園 - 熊谷駅（5往復）
旧グライダー・ムサシトミヨ号の妻沼地域東部と熊谷駅を結ぶ区間を継承するが、速達性を重視し、停留所を減らし、一部遠回り経路をショートカットする。通過となる停留所はグライダーワゴンでカバーするが、乗り継ぎについては考慮しないとしている。
- ムサシトミヨ号：下記2系統の運行に再編
  - 熊谷駅 - 久下 - 上之荘（4.5往復）
元のルートから離れ、旧さくら号の熊谷駅以東の区間を往復する。
これにより、ムサシトミヨ号が「ムサシトミヨ保護センター入口」停留所を経由することになる。
  - 籠原駅 - 久保島 - 熊谷駅（4往復）
旧さくら号とグライダー・ムサシトミヨ号の一部区間を統合・継承。
- さくら号：下記区間の運行に再編
  - 籠原駅 - 三尻 - 熊谷駅（8往復）
旧さくら号の一部区間を継承。さくら号は6往復を担当し、残り2往復は直実号車両が代わりに運行を担当する。
- 直実号：減便およびルート変更
利用者の少ない始発便・夕方以降の3便を減便して計7便とした上で、初期の時計回りルート片循環に戻す。減便した分は新さくら号路線2往復に充当する。
また朝・夕の減便に伴い、日中のみ経由だった母子健康センターは結果的に全便経由となる。
- ひまわり号・ほたる号については変更しない。

2020年9月1日
前年の試験運行から一部見直しを行ったくまぴあ号本格運行開始。7系統として編入し、それまでの7-9系統を1つ数字をシフトする。
2024年2月1日
運賃改定。普通運賃100円→200円、一日乗車券300円→500円、回数乗車券11回1000円→10回2000円（スマホパス10回1500円相当）

### 2024年4月 -
バス運転士の働き方改革に伴う見直しなどにより、主に以下の変更を行う。
これ以外に停留所の移設・名称変更を多数行う。
- グライダー号
  - 平日ダイヤと土日祝日ダイヤに分割。
  - 平日4.5往復（熊谷発4便、妻沼発5便）・土休日3.5往復（熊谷発3便、妻沼発4便）となる。
    - 熊谷駅発最終（5便）の下奈良時花止まりを全区間廃止、平日妻沼発最終（5便）をスポーツ文化公園止まりに短縮（土休日は区間便なし）。
- ムサシトミヨ号
  - 平日ダイヤと土日祝日ダイヤに分割。
  - 平日4往復・土休日3往復となる。
  - 久下公民館停留所（敷地内乗入）を移設し、久下公民館入口停留所とする。
  - 上之荘方面最終（4便）の太井公民館止まりを久下一丁目止まりに短縮（平日のみ、土休日は4便全区間減便により途中止まりの設定なし）。
- ひまわり号
  - 日曜日のみ1便（往復）を運休。
- さくら号
  - 8往復から7往復に減便。
  - 籠原駅南口行きが、一旦籠原駅南口到着後、熊谷文化創造館方面を循環して再び籠原駅南口に戻って終着とし、折り返しは文化創造館を経由せず熊谷駅南口方面へと向かう特殊経路を見直し、熊谷駅南口方面〜NTT前-拾六間北-熊谷文化創造館-保育ステーション前（ムサシトミヨ号既設）-籠原駅南口の経路で往復統一。
  - 1便（往復。籠原発は直実号車両担当）は運動公園を通過。
- ほたる号
  - 三ヶ尻エリア-籠原駅南口間の経路を見直し、さくら号と重複する途中停留所への乗入を取りやめ、三ヶ尻坂久、観音山、三尻小学校入口、熊谷文化創造館西停留所を新設。
  - 熊谷駅発着を6往復から5往復に減便、籠原駅発江南行き最終（5便）を減便（籠原駅発着4.5往復）。
- グライダーワゴン
  - 籠原区間を5往復から4往復に減便。
  - 妻沼循環の1便・5便を減便。この2便は荻野吟子記念館方面区間の通過便で、結果的に全便が荻野吟子記念館方面経由となる。
  - 籠原区間の備前橋南-道ヶ谷戸間の経路を変更し（道ヶ谷戸は移設）、八木田停留所を新設。
- くまぴあ号および直実号には、大きな変更はなく、一部時間が変更になる程度に留まっている。

### 2025年10月 -
（予定）
- さくら号 熊谷駅南口での民間路線との時間調整
- ムサシトミヨ号 「JR行田駅西口」停留所新設に伴う改正。また、これに伴い、熊谷駅発平日最終4便は、終点を久下一丁目からJR行田駅西口へ延長。
- グライダー号 平日妻沼発最終5便スポーツ文化公園止まりを全区間廃止。
- （実施は2025年9月に前倒し）くまぴあ号 「雀宮児童館前」停留所新設（実験の定期化）に伴う改正（工事の影響で2025年9月から2026年3月までの間、「バス転回場」停留所休止を含む一部経路の暫定変更を伴う改正を行うことになり、タイミングを合わせるため、本改正を前倒しすることになった[7]）
- ひまわり号の運行協定更新を予定していたが、複数回行ったプロポーザル募集への応募が現行事業者含めなかったため、運行継続に向けた調整が行われ[8]、深谷観光バスが1年間担当する[9]。

その他、一部停留所の名称変更・移設を行う。

### 今後の計画
AIオンデマンド交通を導入。まずは、妻沼地域から開始となり、利用者が少ない妻沼東部エリアの既存路線見直しを行う。グライダーワゴン妻沼循環の全区間廃止、グライダー号の葛和田地区区間廃止によるショートカット化経路変更を予定している。また、他地域へ拡大する際には、他路線の見直しも検討する予定となっている。

## 運行内容
熊谷市の管轄部署は、総合政策部企画課企画調整担当である。

### 運賃
- 運賃は200円（小学生小児は100円）均一。未就学児、障害者手帳所持者とその介助・付添人1人、ゆうゆうパス70を所持する70歳以上の運転免許返納者は無料。
- 全線共通1日乗車券は500円、車内で購入する。
- PASMO等は使用できない（2011年10月参入の国際十王交通は一般路線バスにPASMOを導入しているが、ゆうゆうバスには導入していない）。
- 回数券は2000円で10回分、車内で購入する。また、普通回数券のプレミアの代わりに、当面の間地域電子マネー「クマPAY」でのみ『スマホパス回数券』1500円相当で10回分と割り引いて販売する。

### 運行日
- 1月1日-1月3日の間は運休（2011年10月の再編前は、さくら号・グライダー号・ムサシトミヨ号は12月29日-1月3日の間、ひまわり号は1月1日-1月3日の間となっていた）。
- 毎年8月に開催される熊谷花火大会開催時に、熊谷駅南口ロータリーが閉鎖されることに伴い、その時間に熊谷駅を発着するひまわり号が全区間運休になる。その他路線もその時間帯は、熊谷駅南口を経由しない。

### 一般路線・他市コミュニティバスとの乗り継ぎ
- 周辺市町との接続
  - 周辺市町へは一切乗り入れていない（2024年現在）
  - 最寄駅が他市内の駅となる地域を中心に乗り入れ要望がある。
    - 大里地区東部 - 吹上駅（鴻巣市）：ひまわり号が最低でも往復8 km（吹上駅最寄となる現行終点の長島記念館前からの最短経路）延長となるため、運行本数等に支障が出ることや、市境の大芦橋付近での渋滞頻発で定時運行率低下の懸念などにより、乗り入れ困難と市は判断している[11]。なお、かつて長島記念館前にて、吹上駅へ乗り入れていた吉見町町内巡回バスと接続していたことがあるが、利用者があまりなく、接続中止している（その後、町内巡回バス自体が廃止されている）。
    - 久下・大井地区など-行田駅（行田市）：長らくムサシトミヨ号が、行田駅から最短400 mの位置を走っているが、徒歩連絡も含め、接続は図られていなかった。しかし、近年、担当部署間や両市長、両市の地域公共交通会議での調整が行われ、2025年10月1日付での乗り入れが決定した[6]。

  - 秩父鉄道のソシオ流通センター駅は行田市との共同請願駅であることから、ムサシトミヨ号に加え、2017年4月1日より行田市内循環バス西循環コースが逆に当市内へ乗り入れている（特に乗り継ぎを考慮したダイヤではない）。

- 一般路線バスとの接続
  - 一般路線バスも基本的に熊谷駅・籠原駅以外では乗り継ぎできないが、のちに妻沼聖天前では朝日自動車の施設に乗り入れるようになった。更にグライダーワゴンは妻沼聖天前以外にも朝日自動車の停留所に乗り入れている。

### バスロケーションシステム
- 2018年10月より、バスロケーションシステム「くまロケ」を導入[12]。
- システム提供は、プロポーザル競争によりナビタイムジャパンが選定されている[13]。

## 路線
2018年10月1日路線再編、2020年9月1日路線追加。ゆうゆうバス時刻表を元に作成、各時刻表に黄色で示された停留所を途中主要経由地として記載。

### 第1系統 さくら号
運行事業者：協同バス本社（主担当）／国際十王交通熊谷営業所
- 熊谷駅南口 - 三尻公民館 - 熊谷文化創造館 - 籠原駅南口
1日7往復運転。
両方向1便は、運動公園を経由しない。
協同バス担当路線だが、ラッシュ時の輸送力増強のため、熊谷駅行き1便・6便、籠原駅行き5便・7便は、国際十王交通が直実号車両で運行する。

### 第2系統 グライダー号
運行事業者：協同バス本社
- 妻沼行政センター - スポーツ文化公園 - 上之荘 - 熊谷駅南口
  - 妻沼行政センター →　スポーツ文化公園（平日妻沼発最終5便）

1日平日4往復＋妻沼発文化公園区間便、土日祝日妻沼行き4本、熊谷駅行き3本。
「妻沼聖天前」停留所は朝日自動車の路線バス停留所・転回場との共用。

### 第3系統 グライダーワゴン・妻沼循環
運行事業者：協同バス本社
- 妻沼行政センター → 西島 → 荻野吟子記念館前 → 葛和田老人憩いの家 → 妻沼行政センター
1日日中3本、時計回り片道運行。
一部停留所は朝日自動車の路線バス停留所との共用。

### 第4系統 グライダーワゴン・妻沼 - 籠原駅
運行事業者：協同バス本社
- 妻沼行政センター - 別府荘 - 籠原駅北口
1日4往復。

### 第5系統 ムサシトミヨ号・熊谷駅 - 籠原駅
運行事業者：協同バス本社
- 熊谷駅南口 - 運動公園 - 籠原駅南口
1日平日4往復、土日祝日3往復。
さくら号や、国際十王交通一般路線（北口発着）より短い経路で熊谷駅 - 籠原駅間を往復。

### 第6系統 ムサシトミヨ号・熊谷駅 - 上之荘
運行事業者：協同バス本社
- 熊谷駅南口 - 外科病院前 - 久下一丁目 - ソシオ流通センター駅前 - 上之荘
  - 太井公民館 → 外科病院前 → 熊谷駅南口（熊谷駅行き1便）
  - 熊谷駅南口 → 外科病院前 → 久下一丁目（熊谷駅発平日最終4便）

1日3往復＋平日の熊谷駅→久下一区間便、全日の太井公民館→熊谷駅区間便。
2018年10月1日の改正に伴い、ムサシトミヨ号が初めてムサシトミヨ保護センター入口停留所を経由するようになった。

### 第7系統 くまぴあ号
2019年10月1日 - 2019年12月31日の試験運行を経て、2020年9月1日より本格運行開始
運行事業者：協同バス
- 熊谷駅東口 - 市役所前 - 総合病院 - 肥塚郵便局前 - 関東脳神経外科病院 - くまぴあ前 - 籠原駅北口
1日熊谷駅行き5本、籠原行き4本。
熊谷駅行き5便は関東脳神経外科病院を経由しない。
都市計画道路「熊谷西環状線（県道83号熊谷館林線）」の開通を契機とし、沿道にある熊谷市スポーツ・文化村「くまぴあ」へのアクセスを図るほか、現在バスの通っていない地域を走行し、運行ニーズなどを分析する目的で2019年に試験運行を行った。
実証実験の結果、その乗客からのアンケートにより続行要望の声が多く寄せられたことから、一部見直しを行った上で2020年度（以降）に本格運行を行うことが決定した [17]。
本格化に当たっての変更点は、運行本数を7本（3.5往復）から9本に増便、関東脳神経外科病院停留所・原島東停留所を追加[5]。

### 第8系統 ひまわり号
運行事業者：北斗交通本社（2025年9月30日まで）／深谷観光バス本社（2025年10月1日から予定）
- 長島記念館 - 健康スポーツセンター前 - 大里行政センター - 福島病院南 - 熊谷駅南口
1日あたり平日・土曜は12往復、日曜は11往復（1便往復運休）。
熊谷駅行き1・2便は、健康スポーツセンター前および太陽の園入口を経由しない。
市町村廃止代替貸切バス路線確保対策費補助金の交付を受けて運行されている[3]。
長島記念館行きは、方向幕には「大里」とのみ表示されている。
2018年10月1日改正以前との路線・ダイヤの変更はない。

### 第9系統 直実号・熊谷市街循環
運行事業者：国際十王交通熊谷営業所

第9系統　直実号

- 熊谷駅南口 → 慈恵病院前 → 母子健康センター → 市役所 → 総合病院 → 熊谷駅東口 → 熊谷駅南口
1日7本、右回り片道循環。
朝夕の需要が少ないことから日中のみの運行となっている。その分、車両（と運転手）は、先述の通り、さくら号の朝夕ラッシュ輸送力増強を担う。

### 第10系統 ほたる号
運行事業者：国際十王交通熊谷営業所
- 江南行政センター - 熊谷駅南口
- 江南行政センター - 籠原駅南口
江南行政センター-熊谷駅間5往復、江南行政センター-籠原駅間籠原行き5本・江南行き4本を交互に運行。
熊谷駅発江南行き1便は、万吉ポンプ場前を経由しない。江南発籠原行き1便は、江南総合文化会館ピピア前を経由しない。
地域内フィーダー系統確保維持費国庫補助金の交付を受けて運行されている[18]。
2018年10月1日改正での路線・ダイヤの変更はないが、これまでは「行政センター→熊谷駅南口→行政センター→籠原駅南口→行政センター」を合わせて1本のダイヤとみなす片道循環扱いだった時刻表が、各区間毎に分割された。

## 過去に運行されていた路線

### 2018年9月30日までの旧路線
主な経由地を記載
いずれの路線も朝・夕夜間を中心に一部区間をショートカットする便がある。詳細は時刻表を参照。

#### 第1系統 さくら号
運行事業者：協同バス（本社）
2014年3月31日までは、秩父鉄道観光バス行田自動車営業所が運行していた。
- 上之荘 - ソシオ流通センター駅（2017年4月1日より） - 熊谷流通センター中央 - 久下 - 熊谷駅南口 - 運動公園 - 三尻 - 籠原駅南口

同ルートを往復する。市立熊谷図書館の移動図書館車の愛称もさくら号である。
2011年10月1日より、久下・大井地区に停留所4ヶ所を追加。
2015年1月10日より、熊谷駅南口-市役所方面-熊谷駅南口間のルートに乗り入れる便を1日上下1本ずつに削減、市役所方面へのアクセス手段を直実号主体に変更。
2017年4月1日より、時刻表上、全便が市役所方面に乗り入れていない（当該停留所の時刻が空欄）ように見えるが、路線図上はルートが残っている。また、ソシオ流通センター駅や熊谷流通センター方面への乗り入れを開始。
  - なお、籠原駅南口方面行きは1便が久下公民館始発で運動公園-籠原駅南口間ショートカット・5便がソシオ流通センター駅止まり、上之荘方面行きは2便が熊谷駅南口止まり、5便が無くなっており、他の路線と比べても不規則な運行となっている。

#### 第2系統 グライダー号・第3系統 ムサシトミヨ号
運行事業者：協同バス（本社）
2014年3月31日までは、秩父鉄道観光バス行田自動車営業所が運行していた。
- 妻沼行政センター - 上之荘 - 熊谷駅南口 - 運動公園 - 籠原駅南口 - 別府荘 - 妻沼行政センター

このルートの通り運行する（時計回り）グライダー号。このルートを逆周り運行する（反時計回り）ムサシトミヨ号。
2011年10月1日より、妻沼地区を中心に各地に停留所追加（一部停留所は、日中のみの経由）、その内「妻沼聖天前」停留所は朝日自動車の路線バス停留所との共用。
2015年1月10日より、流通センターに乗り入れ（1日各1本ずつのみ。従来流通センターに乗り入れていた路線バス熊谷駅-流通センター-行田折返し場線が廃止されたことに伴う）及び道ヶ谷戸、市ノ坪南に停留所を追加。
2017年4月1日より、流通センター乗り入れを廃止、一部停留所を移転・新設した。

#### 第4系統 ひまわり号
運行事業者：北斗交通（本社）
- 長島記念館 - 大里行政センター - 熊谷駅南口

同ルートを往復する。なお、熊谷駅南口行きの始発便および2便目は、健康スポーツセンター前・太陽の園入口は通過する。
2011年10月1日より、保健センター前・村岡東・福島病院南の3停留所を追加（保健センター前停留所は朝夕は通過）。
長島記念館行きは、方向幕を「大里」（英表記：TO OHSATO）としている。

#### 第5系統 ほたる号
運行事業者：国際十王交通熊谷営業所
2011年10月1日運行開始。
- 江南行政センター - 熊谷駅南口 - 江南行政センター - 籠原駅南口 - 江南行政センター
同ルートの片道循環（物理的には熊谷駅南口 - 江南行政センター - 籠原駅南口間の単純な往復であり、1回の乗車で駅を跨いで利用する必要性はない。乗務員休憩等は2駅側で行われていて、特に3便では籠原駅にて一旦車庫に引き上げて2時間近く休止となる）。
2017年4月1日より、一部停留所を新設。
2018年4月より、一部時間帯の渋滞による運行遅延の対応で、2・3便で所要時間を延長し、その代替として、6便の江南行政センター - 籠原駅南口間の往復を廃止（行政センター-熊谷駅-行政センターで終了）。

#### 第6系統 直実号
運行事業者：国際十王交通熊谷営業所
2011年10月1日運行開始。
- 熊谷駅南口 - 星川通り・鎌倉町通り - 市役所 - 熊谷駅東口 - 星川通り - 熊谷駅南口
同ルートの右回り便（→の方向）と左回り便（←の方向）を交互に運行。
従来は同ルートの片道循環（時計回り、現右回り）であったが、2015年1月10日に偶数便を反時計回りの左回り便に変更し、利便性を向上（ただし、1台のバスで便ごとに進行方向を切り替えているだけであり、右回りと左回りを目的地に合わせて選択することはできない）。さくら号に代わり、市役所方面のアクセス主体路線となる。
2017年4月1日より、母子健康センターへの乗り入れを開始。

## 車両

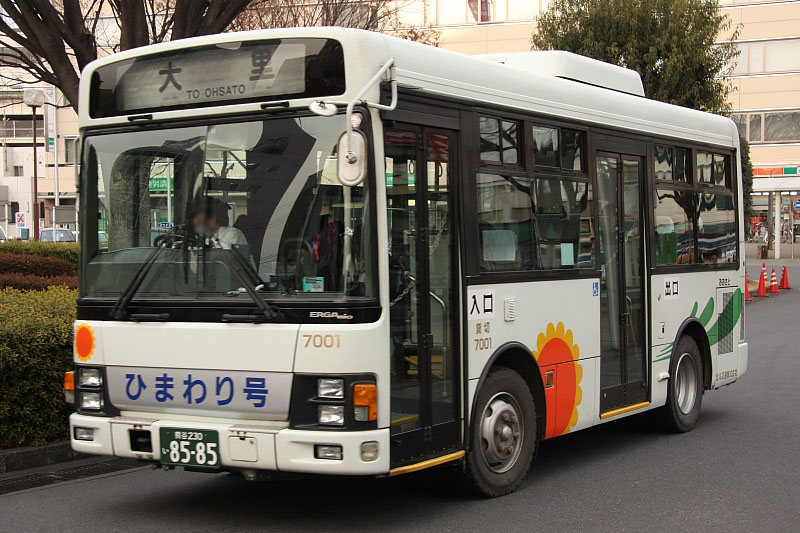
北斗交通の旧「ひまわり号」専用車両

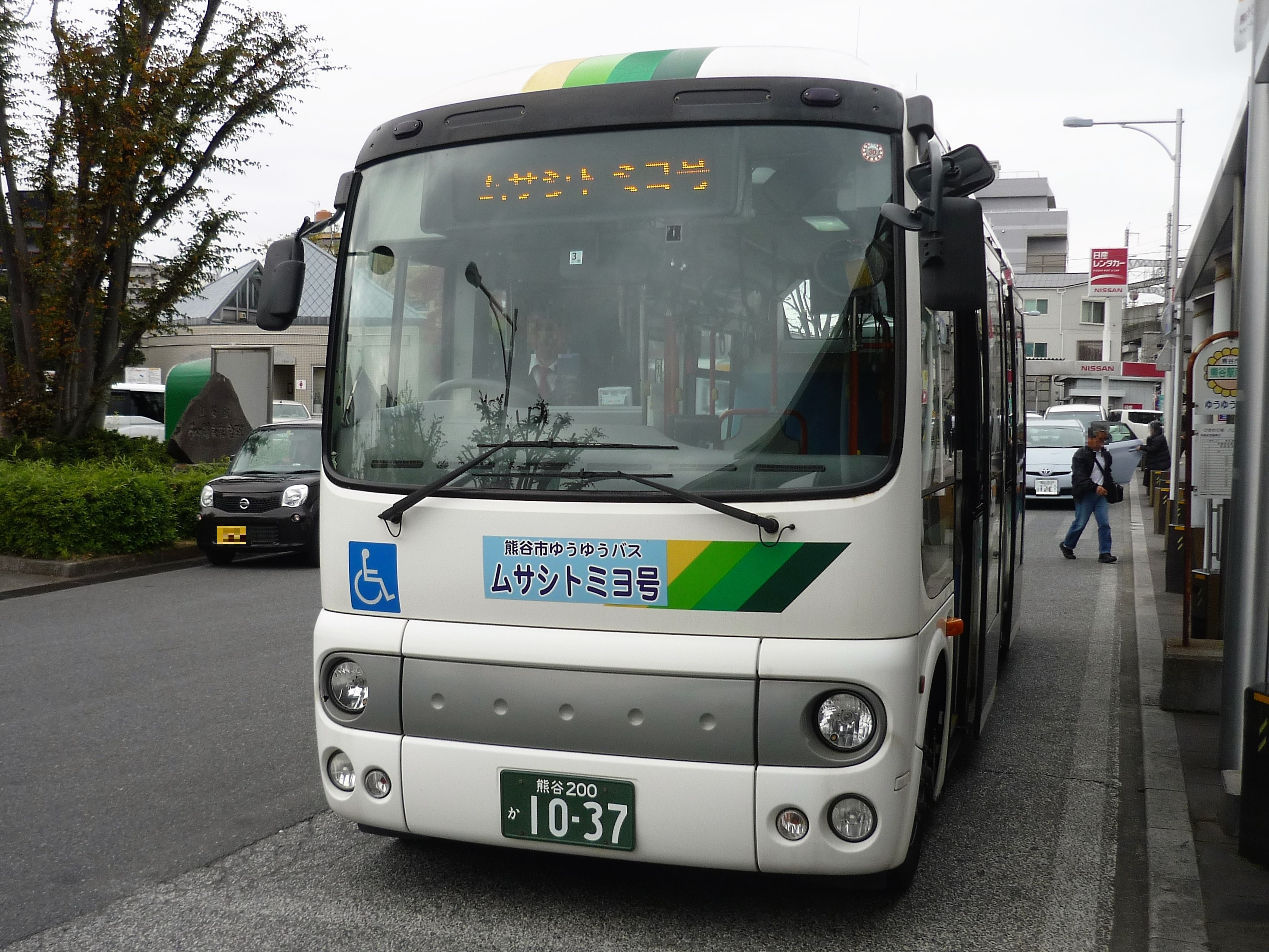
協同バスの代車による運行例（ムサシトミヨ号）

2018年9月1日現在、日野・ポンチョ（2代目ロング2ドア）を使用している。2018年10月1日の再編時から運行開始したグライダーワゴン（3・4系統）では、ワンボックスカーのトヨタ・ハイエースを使用（市では「ワゴン車」と呼称している）。
路線ごとに、公募により市が選定したデザインの施された専用車両各1台（ひまわり号は2台）を各運行事業者がそれぞれ所有し、毎日運用している。
熊谷市がラグビーワールドカップ2019開催地のひとつとなったため、2017年から開催終了まで、専用車両はすべて、ワールドカップ特別仕様ナンバープレートを使用していた。

2024年度は、一部路線の車両更新時期にあたっており、同7月1日には協同バス担当車両の置き換えを実施、さくら・グライダー・ムサシトミヨ号のデザインを統合統一して、3路線共通運用化することで、車両毎の運行距離を平準化し、長寿命化を図るとしている（なお、くまぴあ号は運行開始日が遅いため、今年は車両置き換え対象外）。同2024年10月31日より、国際十王交通担当車両の置き換えを実施、直実号・ほたる号デザインは完全に廃し、一般路線カラーにステッカーを貼り付けるだけになった 。国際十王交通車も協同バス車同様に2路線共通運用化で長寿命化を図る。
なお、2025年10月には、ひまわり号の車両更新を予定しており、運行契約更新後の事業者に購入させる計画だったが、前述のとおり、応募者がおらず、購入が間に合わなかったため、現行ひまわり号車両は2026年9月まで1年間運行を担当する深谷観光バスへ移管して使用期間を延長、2026年10月から正式に引き継ぐことになる事業者に新車購入させる計画。
- （2024年6月30日までの）さくら号は、路線名の元となった桜色をベースに、桜の花びら、熊谷うちわ祭、市のマスコットキャラクター「ニャオざね」などがデザインされていた。
- （2024年6月30日までの）グライダー号は、青空をイメージした薄い青色をベースに、路線名の元となったグライダーと、妻沼地域の妻沼聖天山、刀水橋、縁結びキャラクター「えんむちゃん」などがデザインされていた。
- グライダーワゴンは、白色をベースに、グライダー号に準じたイラストがデザインされている。
- （2024年6月30日までの）ムサシトミヨ号は、元荒川の清流をイメージした水色をベースに、路線名の元となった魚のムサシトミヨがデザインされていた。
- くまぴあ号は、白色をベースに、下方に青いラインが引かれ、両サイドには「スクマムクマガヤ！」、正面・後方にはにゃおざねと路線名の「くまぴあ」の文字がデザインされている。
- ひまわり号は、青色をベースに、名称の元となったヒマワリがデザインされている。車両後部には運行する北斗交通の観光車両にデザインされている北斗七星の星座も描かれている。
2016年2月17日までは、旧大里町時代よりいすゞ・エルガミオ（小型タイプ7m車）および三菱ふそう・エアロミディMJを使用していた。エアロミディMJは2台体制にする際に追加投入したもの。
- （2024年10月31日までの）直実号は、日本有数の暑さとなる熊谷の夏をイメージした赤色をベースに、路線名の元となった鎌倉時代の武将・熊谷次郎直実、星川の写真、「あついぞ!熊谷」マスコット「あつべぇ」がデザインされていた。
- （2024年10月31日までの）ほたる号は、紫色をベースに、名称の元となった江南地区のホタルが飛び交う様子がデザインされていた。

代車について
- 熊谷市の要件に専用予備車の所有・補助規定は無く、各社とも基本的には用意しておらず、修理・点検などで使用できない場合の代車は、各社の共通デザインの波動用車両に、ゆうゆうバスのステッカーを貼付するなどして対応している（北斗交通除く）。
- 協同バス路線では、波動用の同型のポンチョや日野・レインボーHR（小型タイプ7m車）を代車としている。
- 北斗交通路線では、現行車両導入前にひまわり号で使用していた車両のうち、エルガミオと比べて新しいエアロミディMJを残して代車としている（そのため、ステッカー等貼付せずにそのまま代車運用できる）。
- 国際十王交通路線では、一般路線での定期運用終了済の日野・レインボーHR（小型タイプ7m車）を代車としていたが、廃車時期となったため、代わりに2024年グループ会社から調達した一般路線カラーの日野・ポンチョが台車として使用されるようになった。貸切用の汎用カラー日野・リエッセII（トヨタ・コースターOEM）を使用することもある（この場合、行先表示器など路線設備は未設置のため、路線名もステッカー対応となる）。
直実号・ほたる号の運行開始当初、ポンチョに専用デザインが施されるまでの間は、仮車両として代車運用していた。ほたる号は現在の代車と同車種だったが、直実号はグループ会社から急遽調達した中古の日野・リエッセを一時的に在籍させ、運用していた。

### 秩父鉄道観光バス時代の車両
2014年3月31日までの秩父鉄道観光バス時代、さくら号ではいすゞ・エルガミオ（小型タイプ7m車）、ムサシトミヨ号では三菱ふそう・エアロミディMJ、グライダー号ではいすゞ・ジャーニーJ（日野・リエッセOEM車）を使用し、いずれも秩父鉄道観光バス行田自動車営業所に所属していた。
協同バスへの運行事業者変更に伴い、秩父鉄道観光バスはゆうゆうバスの車両を除籍している。

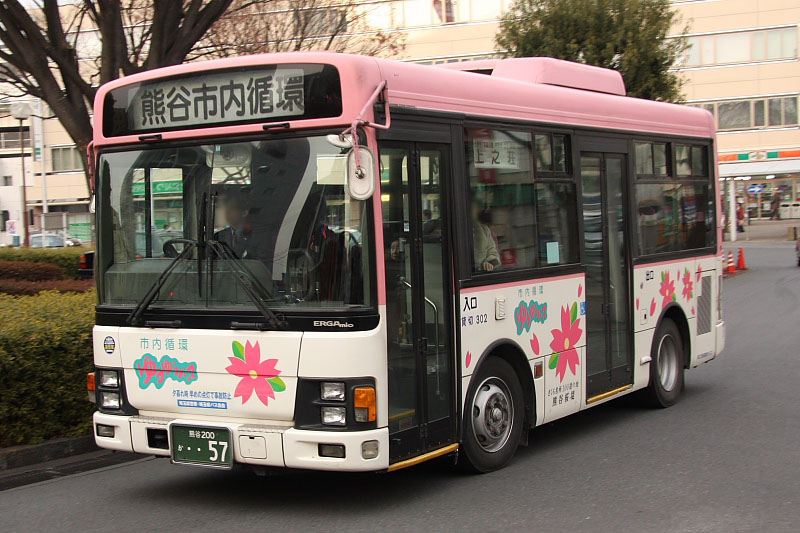
秩父鉄道観光バスの車両 旧さくら号 いすゞ・エルガミオ（7m車）
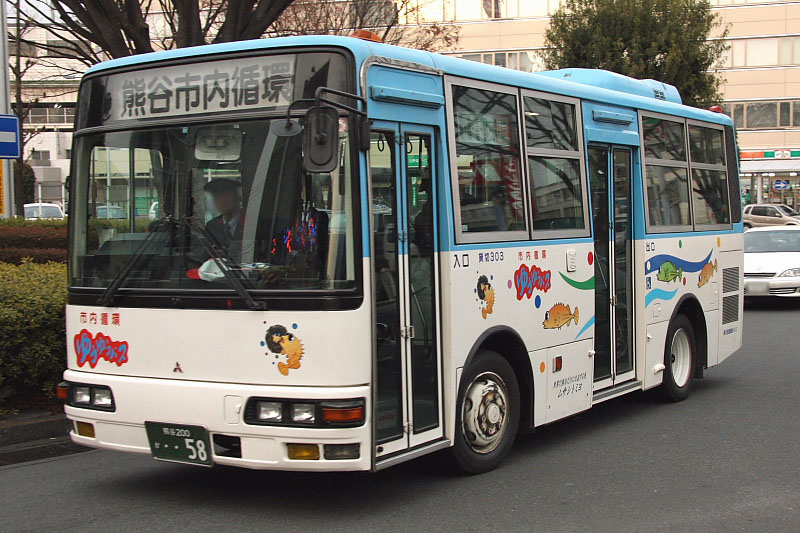
秩父鉄道観光バスの車両 旧ムサシトミヨ号 三菱ふそう・エアロミディMJ
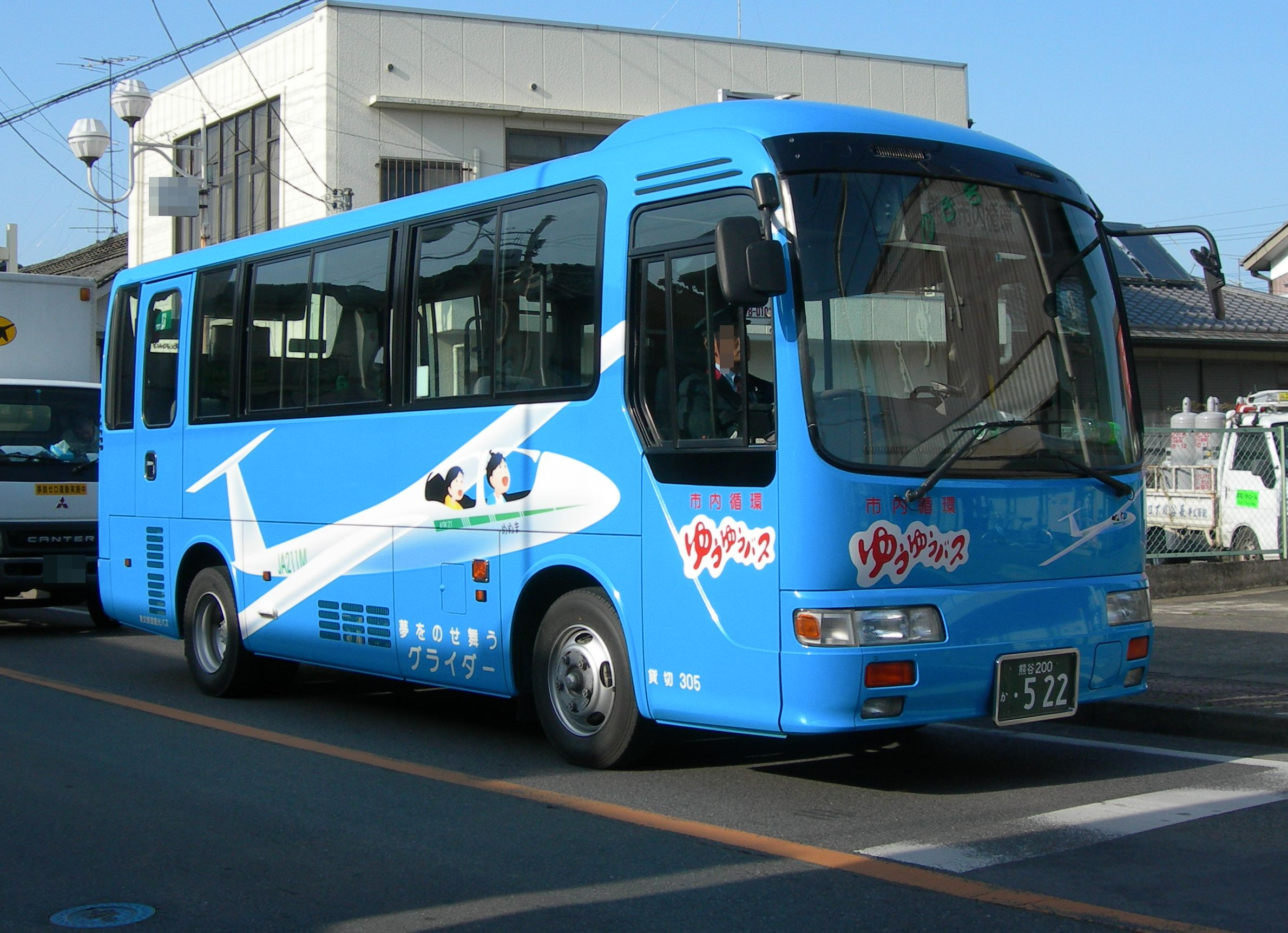
秩父鉄道観光バスの車両 旧グライダー号 いすゞ・ジャーニーJ

## その他の熊谷市企画バス
ゆうゆうバスとは別に、熊谷市が企画する公共バスがある。
小さないい旅 無料シャトルバス
- 籠原駅南口 - 別府沼公園 - 能護寺（あじさい寺）- 坂田医院旧診療所 - 道の駅めぬま - 能護寺 - 別府沼公園 - 籠原駅南口
- 運行委託事業者：協同バス（中型タイプ観光バス車両を使用）
- 紫陽花の季節客輸送シャトルバス